# 灰胸刀翅蜂鸟
灰胸刀翅蜂鸟（学名：Campylopterus largipennis），是雨燕目蜂鸟科的一种鸟类。
灰胸刀翅蜂鸟体重约8.3克，翼长约72.3毫米，嘴峰长约30.2毫米，喙宽度约2.7毫米，喙厚度约2.9毫米，跗蹠长约5.6毫米，尾长约47毫米。灰胸刀翅蜂鸟在其分布区内为留鸟，其栖息在密集的高大树木组成的森林中，食性为草食性，主要食物来源是植物的花蜜。

## 亚种
- ：分布于委内瑞拉东部、圭亚那和巴西西北部。
- ：分布于哥伦比亚东部向南至玻利维亚北部，向东至巴西帕拉州东部和马拉尼昂州。[4]